# Вечера на хуторе близ Диканьки (фильм, 1983)
«Вечера́ на ху́торе близ Дика́ньки» — советский фильм-фантазия режиссёра Юрия Ткаченко на темы ранних произведений Николая Гоголя, которые плотно переплетаются с его биографией. Фильм вышел в 1983 году на студии телевизионных фильмов «Укртелефильм».

## Сюжет
Наше время. Идёт реконструкция заповедника-музея Николая Гоголя.
По территории музея идёт повествователь (Олег Янковский), который ведёт рассказ о личности Гоголя, его рассказы плавно перетекают во фрагменты произведений Николая Васильевича, которые тесно переплетаются. В фильме явь и вымысел тесно соседствуют друг с другом.
Среди экранизированных фрагментов — история про кузнеца Вакулу, который готов вступить в сговор с Чёртом ради черевичек для возлюбленной Оксаны; взаимоотношения Ивана Фёдоровича Шпоньки и его тётушки; трагедия Майской ночи… А вот Акакию Акакиевичу, появляющемуся в Иванову ночь у костра на берегу, Повествователь говорит «Не время!», не дошла до него очередь.

## В ролях

### В главных ролях
- Олег Янковский — повествователь
- Наталья Крачковская — тётушка Шпоньки
- Николай Бурляев — Иван Фёдорович Шпонька
- Фёдор Стригун — Сотник
- Константин Степанков — Басаврюк

### В ролях
- Ольга Сумская — Муза / Панночка
- Вадим Сикорский
- О. Кох
- Николай Шутько — крестьянин
- Людмила Шевель — ведьма-мачеха
- Павел Загребельный — Пацюк
- Владимир Горобей — Акакий Акакиевич
- Наталья Шостак — Оксана
- Любовь Руднева — Мария Михайловна
- Валентин Макаров — писарь
- В. Войновский
- Владимир Мишаков — Евтух Макогоненко, староста
- Василь Должиков — крестьянин
- В. Савчук

### В эпизодах
- Владимир Алексеенко
- Агафья Болотова
- Николай Бондарчук
- Лидия Вележева
- Е. Дмитренко
- Василий Ивашина — адъютант сотника
- Мария Капнист — старуха на свадьбе
- Николай Каптан
- Валентин Кобас
- Захар Кондратов
- О. Корженко
- Константин Линартович — Левко, молодой казак
- В. Маляренко
- Светлана Немировская — Ганнуся
- Л. Нероденко
- Я. Нероденко
- Л. Пахомова
- Владимир Фёдоров — карлик
- Павел Чемерский
- А. Штырев
- Галина Шумская
- Тамара Яценко — мавка-утопленница
- Серёжа Андрющенко

## Съёмочная группа
- Авторы сценария:
  - Иван Драч
  - Юрий Ткаченко
- Режиссёр-постановщик: Юрий Ткаченко
- Оператор-постановщик: Александр Мазепа
- Художник-постановщик: Николай Резник
- Художник по костюмам: П. Гончар
- Художник по гриму: Н. Акопянц
- Хореография: В. Нероденко
- Композитор: Владимир Быстряков
- Ансамбль «Фестиваль» под управлением Олега Шеременко
- Консультанты:
  - Ю. Манн, доктор филологических наук
  - Л. Орел
  - М. Сикорский
- Директор картины: Владислав Чащин

## Восприятие
В 2014 году, то есть более чем через 30 лет после выхода фильма, Народный артист Украины Леонид Петрович Мужук назвал фильм «нестареющим», и перечислил его среди тех фильмов, которые до сих пор «живут в национальном эфире», поскольку украинские телеканалы показывают его по нескольку раз в год.